# Encefalopatia hipertensiva
Encefalopatia hipertensiva é uma disfunção cerebral generalizada causada por pressão arterial muito elevada. Os sintomas mais comuns são dores de cabeça, vómitos, problemas de equilíbrio e confusão. A condição é geralmente de início súbito. Entre as possíveis complicações estão crises epilépticas, síndrome da encefalopatia posterior reversível ou hemorragias na retina do olho.
Na generalidade dos casos de encefalopatia hipertensiva a pressão arterial é superior a 200/130 mmHg. No entanto, a condição pode também ocorrer com valores de pressão arterial tão baixos como 160/100 mmHg. Entre as causas mais comuns estão a insuficiência renal, a interrupção abrupta da toma de medicamentos anti-hipertensivos, feocromocitoma, consumo de inibidores da monoamina oxidase misturado com alimentos que contenham tiramina. Quando ocorre durante a gravidez denomina-se eclampsia. O diagnóstico requer que sejam descartadas outras possíveis causas.
A condição é geralmente tratada com medicação para diminuir rapidamente a pressão arterial. Isto pode ser feito com recurso a labetalol ou nitroprussiato de sódio por via intravenosa. Em mulheres grávidas pode ser administrado sulfato de magnésio. Podem ainda ser administrados anticonvulsivos.
A encefalopatia hipertensiva é pouco comum. Acredita-se que seja mais frequente entre pessoas sem fácil acesso a cuidados de saúde. O termo foi usado pela primeira vez por Oppenheimer e Fishberg em 1928. Está classificada como um tipo de emergência hipertensiva.